# ハートマン＝グロブマンの定理
力学系の理論において、ハートマン＝グロブマンの定理(英: Hartman–Grobman theorem)とは、不動点周りの解析において、元の方程式と近似的に線形化した方程式が局所的に等価であることを示す定理。数学者D. M. グロブマンとP. ハートマンによって示された。

## 概要
写像の繰り返しで記述される離散力学系
{\displaystyle {\begin{aligned}&x_{x+1}=f(x_{n})\quad (n=0,1,\cdots )\\&f:\mathbf {R} ^{n}\rightarrow \mathbf {R} ^{n}\end{aligned}}}
もしくは、微分方程式で記述される連続力学系
{\displaystyle {\begin{aligned}&{\frac {dx}{dt}}=g(x)\quad (t\in [a,b],\,\,x\in \mathbf {R} ^{n})\\&g:\mathbf {R} ^{n}\rightarrow \mathbf {R} ^{n}\end{aligned}}}
を考える。これらの系の時間発展は、写像の反復
{\displaystyle {\begin{aligned}&x_{0},\cdots ,x_{n},\,x_{n+1},\cdots \\&f(x_{n})=f\circ f\circ \cdots \circ f(x_{0})\end{aligned}}}
または、微分方程式の定める流れ（一径数部分群）
{\displaystyle {\begin{aligned}&\phi _{t}:\mathbf {R} ^{n}\rightarrow \mathbf {R} ^{n}\\&\phi _{t}(x_{0}))=x(t)\quad (x(0)=x_{0})\\&\phi _{s}\circ \phi _{t}=\phi _{s+t}\end{aligned}}}
で与えられる。
こうした力学系に対し、
- {\displaystyle f({\bar {x}})={\bar {x}}\,}　(離散力学系)
- {\displaystyle g({\bar {x}})=0\,}　(連続力学系)

を満たす点x を不動点、もしくは平衡点という。
写像の反復もしくは時間変数t に関して定常的となる不動点の近傍の振る舞いを解析することは、力学系の挙動を理解する上で重要である。また、離散系の不動点において、ヤコビ行列Df の固有値の絶対値が全て1ではない場合、不動点は双曲型であるという。同様に微分方程式の定める連続系の不動点において、ヤコビ行列の固有値Dg の実部が全て0ではない場合、不動点は双曲型であるという。不動点が双曲型であれば、そこでの安定性の議論が可能となる。
一般に非線形な力学系の理論は困難を伴うが、それに比して、線形な力学系の解析は容易である。実際、不動点xを有し、n次の正方行列A で記述される線形な離散力学系
{\displaystyle x_{n+1}=Ax_{n}\,}
や連続力学系
{\displaystyle {\frac {dx}{dt}}=A(x-{\bar {x}})}
については、行列Aの固有値、固有ベクトルを評価することで、その振る舞いを完全に調べることができる。
そこで非線形な力学系の解析においても、ヤコビ行列Df' によって、不動点近傍で線形化した方程式
{\displaystyle {\begin{aligned}f({\bar {x}})&=f({\bar {x}})+Df({\bar {x}})(x-{\bar {x}})+\cdots \\&\approx Df({\bar {x}})(x-{\bar {x}})\end{aligned}}}
に帰着させれば、近似的であるが線形力学系の手法で、不動点周りの挙動を理解することができる。ハートマン＝グロブマンの定理は双曲型不動点において、その近傍での局所的な挙動が、線形化した方程式で解析できることを保証する。

## 定理の内容
離散版
微分同相写像
{\displaystyle f:\mathbf {R} ^{n}\rightarrow \mathbf {R} ^{n}}
に対し、x がヤコビ行列Df の固有値の絶対値が全て1ではない双曲的な不動点とする。このとき、xの近傍U と同相写像h で
{\displaystyle {\begin{aligned}&h(f(\xi ))=Df({\bar {x}})h(\xi )\quad \forall \xi \in U\\&h:\mathbf {R} ^{n}\rightarrow \mathbf {R} ^{n}\end{aligned}}}
を満たすものが存在する。すなわち、x の近傍でf とDf は局所的に位相共役である。
連続版
微分方程式
{\displaystyle {\frac {dx}{dt}}=g(x)}
で記述される連続力学系において、その流れをφtとする。xが、ヤコビ行列の固有値の実部が全て0ではない双曲型不動点であるとする。このとき、xのある近傍U が存在し、U においてφtと線形化した方程式
{\displaystyle {\frac {d\xi }{dt}}=Dg({\bar {x}})\xi \quad (\xi =x-{\bar {x}})}
が定める流れ
{\displaystyle e^{tDg({\bar {x}})}}
は局所的に位相共役となる。